# Diplazium textorii
Diplazium textorii là một loài dương xỉ trong họ Athyriaceae. Loài này được Miq. Makino mô tả khoa học đầu tiên năm 1899.